# Guitar Hero: Metallica
Guitar Hero: Metallica est un jeu de rythme consacré au groupe Metallica et à quelques autres groupes invités. Cette édition de Guitar Hero est disponible en Europe depuis le 22 mai 2009 sur PlayStation 2, PlayStation 3, Wii et Xbox 360. Pour l'occasion les quatre membres du groupe : Hetfield, Ulrich, Hammett et Trujillo, ont effectué une capture de mouvement pour leurs avatars dans le jeu.
Il fait partie de la série Guitar Hero et basé sur Guitar Hero: World Tour, c'est-à-dire que le jeu est jouable en groupe complet, avec la batterie, la guitare, la basse et le chant. Neversoft a précisé que selon eux cet épisode est le plus difficile de la série.

## Scénario
Dans le jeu le joueur incarne tour à tour un groupe de jeunes musiciens assurant la première partie de Metallica, ou Metallica même.

## Liste des titres
La liste des chansons présentes dans le jeu a été annoncée sur le site officiel de Metallica le 23 janvier 2009. Les joueurs ayant acheté l'album Death Magnetic pour Guitar Hero: World Tour peuvent jouer ces titres dans Guitar Hero: Metallica, sauf sur PlayStation 2 et Wii (sur ces consoles, en échange, les titres "Broken Beat & Scarred", "Cyanide" and "My Apocalypse", tirés de Death Magnetic, sont inclus dans le disque de jeu).

### Titres de Metallica
1. All Nightmare Long - Death Magnetic
2. Battery - Master of Puppets
3. Broken, Beat & Scarred - Death Magnetic
4. Creeping Death - Ride the Lightning
5. Cyanide - Death Magnetic
6. Disposable Heroes - Master of Puppets
7. Dyers Eve - ...And Justice for All
8. Enter Sandman - Metallica
9. Fade to Black - Ride the Lightning
10. Fight Fire With Fire - Ride the Lightning
11. For Whom the Bell Tolls - Ride the Ligntning
12. Frantic - St. Anger
13. Fuel - ReLoad
14. Hit the Lights - Kill 'Em All
15. King Nothing - Load
16. Master of Puppets - Master of Puppets
17. Mercyful Fate (Medley) - Garage Inc
18. My Apocalypse - Death Magnetic
19. No Leaf Clover - S&M
20. Nothing Else Matters - Metallica
21. One - ...And Justice For All
22. Orion - Master of Puppets
23. Sad but True - Metallica
24. Seek and Destroy - Kill 'Em All
25. The Memory Remains - ReLoad
26. The Shortest Straw - ...And Justice For All
27. The Thing That Should Not Be - Master of Puppets
28. The Unforgiven - Metallica
29. Welcome Home (Sanitarium) - Master of Puppets
30. Wherever I May Roam - Metallica
31. Whiplash - Kill 'Em All

### Titres d'autres artistes
1. Alice in Chains - No Excuses
2. Bob Seger - Turn The Page
3. Corrosion of Conformity - Albatross
4. Diamond Head - Am I Evil?
5. Foo Fighters - Stacked Actors
6. Judas Priest - Hell Bent For Leather
7. Kyuss - Demon Cleaner
8. Lynyrd Skynyrd - Tuesday's Gone
9. Machine Head - Beautiful Mourning
10. Mastodon - Blood And Thunder
11. Mercyful Fate - Evil
12. Michael Schenker Group - Armed and Ready
13. Motörhead - Ace of Spades
14. Queen - Stone Cold Crazy
15. Samhain - Mother of Mercy
16. Slayer - War Ensemble
17. Social Distortion - Mommy's Little Monster
18. Suicidal Tendencies - War Inside My Head
19. System of a Down - Toxicity
20. The Sword - Black River
21. Thin Lizzy - The Boys Are Back in Town